# تشانغ هي (ضابط)
تشانغ هي (و. 167 – 231 م) هو ضابط من مملكة واي، توفي عن عمر يناهز 64 عاماً.